# FKA Twigs
塔莉亚·德布雷特·巴尼特（英語：Tahliah Debrett Barnett，1988年1月17日—），艺名FKA Twigs，是一名英国女歌手、词曲作家。FKA Twigs于英国格洛斯特郡的蒂克斯伯里长大，在17岁时搬到南伦敦后成为了一名伴舞，后以两张EP《EP1》（2012年）与《EP2》（2013年）在乐坛首次亮相。
2014年8月，FKA Twigs的首张录音室专辑《LP1》发布，广受好评，其最高登至英国专辑排行榜第16名与美国Billboard二百强专辑榜第30名，后获得2014年水星音樂獎提名。2015年，FKA Twigs发布了EP专辑《M3LL155X》，并于四年后发布了第二张录音室专辑《Magdalene》，赢得了更多好评。她的作品被形容为“流派曲折的”（genre-bending），其吸纳了各种流派，包括电子、Trip hop、R&B与前卫。

## 唱片
- 《LP1》 (2014年)
- 《Magdalene》 (2019年)
- 《Caprisongs》 (2022年)
- 《EUSEXUA》（2025年）